# Labbare Modibbo
Labbare Modibbo est un village de la commune de Tignère situé dans la région de l'Adamaoua et le département du Faro-et-Déo.

## Population
Lors du recensement de 2005, le village comptait 564 personnes, 256 de sexe masculin et 308 de sexe féminin.